# Communauté de communes de Noblat
Pour les articles homonymes, voir Noblat.
La communauté de communes de Noblat est une communauté de communes française, située dans le département de la Haute-Vienne, en région Nouvelle-Aquitaine.

## Historique
La communauté de communes de Noblat est née le 11 juin 2004. Elle regroupe alors 9 des 10 communes du canton de Saint-Léonard-de-Noblat.
La commune de Saint-Paul y adhère à son tour en décembre 2010. Le 1er janvier 2012, les communes de Moissannes et Saint-Bonnet-Briance la rejoignent.

## Territoire communautaire

### Géographie
Située à l'est  du département de la Haute-Vienne, la communauté de communes de Noblat regroupe 12 communes et présente une superficie de 324,5 km2.

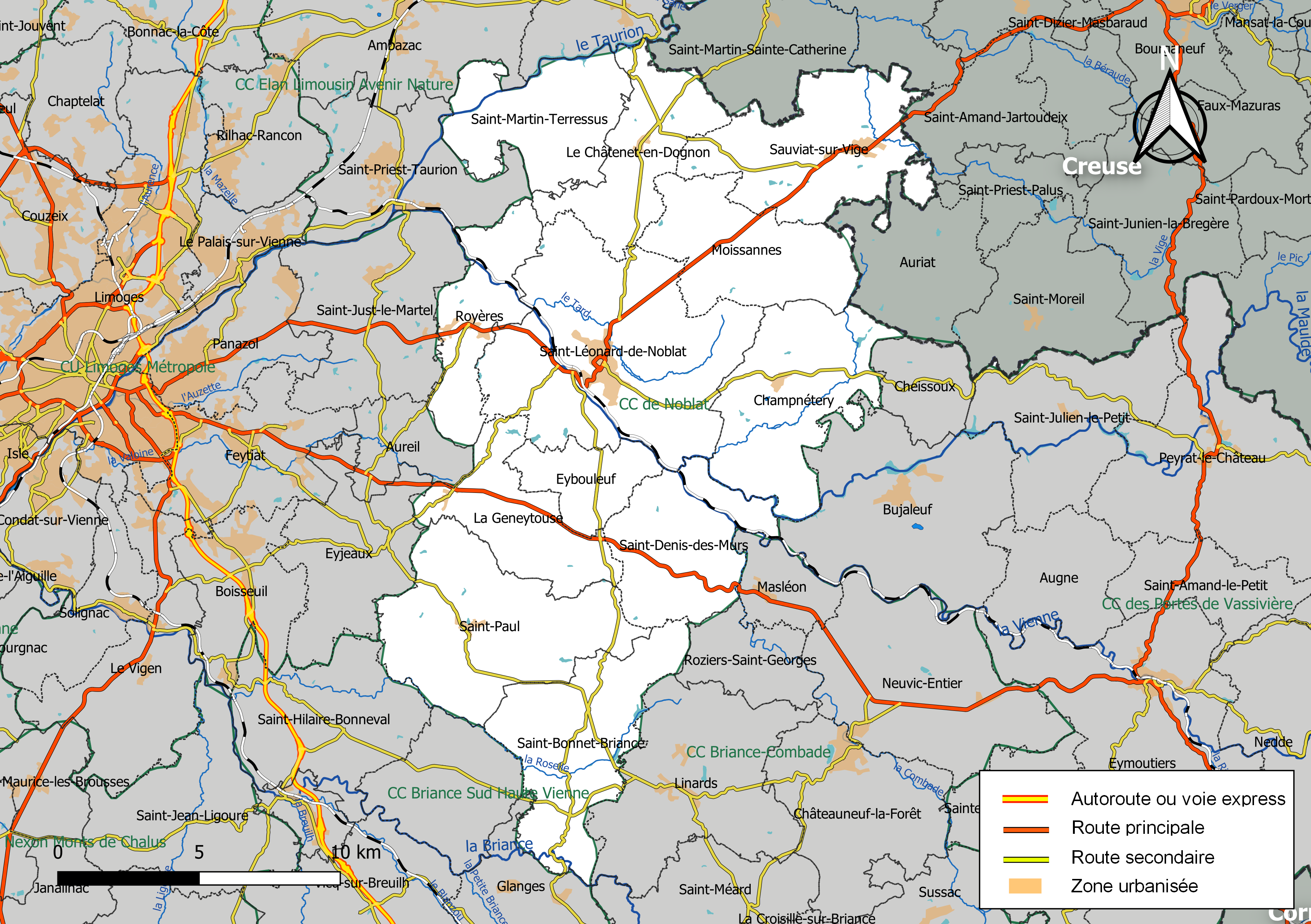
Carte de la communauté de communes de Noblat au 1er janvier 2019.

### Composition

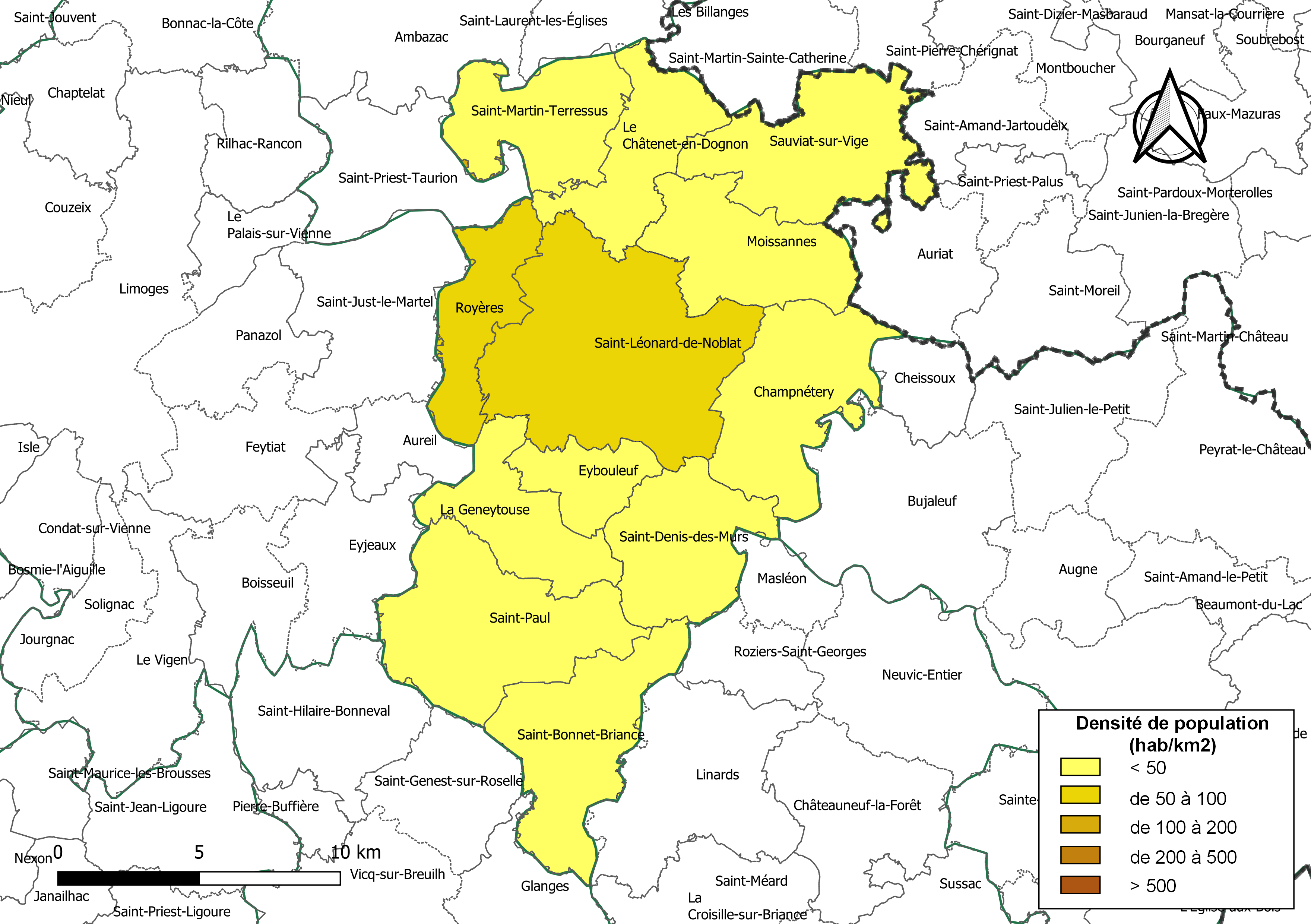
Carte des densités de population (millésimée 2016) des communes de la communauté de communes de Noblat. Composition en communes au 1er janvier 2019.

La communauté de communes est composée des 12 communes suivantes :

| Nom                             | Code Insee | Gentilé       | Superficie (km2) | Population (dernière pop. légale) | Densité (hab./km2) |
| ------------------------------- | ---------- | ------------- | ---------------- | --------------------------------- | ------------------ |
| Saint-Léonard-de-Noblat (siège) | 87161      | Miaulétous    | 55,59            | 4 319 (2022)                      | 78                 |
| Champnétery                     | 87035      |               | 30,6             | 517 (2022)                        | 17                 |
| Le Châtenet-en-Dognon           | 87042      |               | 20,39            | 399 (2022)                        | 20                 |
| Eybouleuf                       | 87062      | Eyboulevois   | 10,83            | 471 (2022)                        | 43                 |
| La Geneytouse                   | 87070      | Geneytousois  | 19,35            | 988 (2022)                        | 51                 |
| Moissannes                      | 87099      |               | 24,64            | 328 (2022)                        | 13                 |
| Royères                         | 87129      |               | 17,42            | 942 (2022)                        | 54                 |
| Saint-Bonnet-Briance            | 87138      |               | 30,06            | 538 (2022)                        | 18                 |
| Saint-Denis-des-Murs            | 87142      |               | 23,81            | 549 (2022)                        | 23                 |
| Saint-Martin-Terressus          | 87167      |               | 23,53            | 580 (2022)                        | 25                 |
| Saint-Paul                      | 87174      | Saint-Paulois | 37,39            | 1 235 (2022)                      | 33                 |
| Sauviat-sur-Vige                | 87190      | Sauvigeois    | 30,85            | 879 (2022)                        | 28                 |

### Démographie
| 1968   | 1975   | 1982   | 1990   | 1999   | 2006   | 2011   | 2016   | 2022   |
| ------ | ------ | ------ | ------ | ------ | ------ | ------ | ------ | ------ |
| 12 750 | 11 999 | 11 940 | 11 839 | 11 268 | 11 498 | 11 889 | 12 020 | 11 745 |

## Administration

### Siège
Le siège de la communauté de communes est situé à Saint-Léonard-de-Noblat.

### Les élus
Le conseil communautaire est composé de 33 membres titulaires. représentant chacune des communes membres et élus pour une durée de six ans.
Ils sont répartis comme suit :
| Nombre de délégués | Communes |
| ------------------ | --- |
| 2                  | Champnétery, Le Châtenet-en-Dognon, Eybouleuf, Moissannes, Saint-Bonnet-Briance, Saint-Denis-des-Murs, Saint-Martin-Terressus |
| 3                  | La Geneytouse, Royères, Saint-Paul, Sauviat-sur-Vige                                                                          |
| 7                  | Saint-Léonard-de-Noblat |

### Présidence
Alain Darbon a été élu président de la communauté de communes le 7 mai 2015. Il est assisté d'un bureau communautaire de 12 membres qui comprend, outre le président, neuf vice-présidents dont la liste est la suivante :
- Jean-Pierre Estrade, 1er vice-président chargé de la voirie ;
- Bernard Poussin, 2e vice-président chargé de la petite enfance et du social ;
- Bernard Dumont, 3e vice-président chargé de l'environnement ;
- Pierre Langlade, 4e vice-président chargé des sports ;
- Alain Faucher, 5e vice-président chargé du développement territorial ;
- Josiane Rouchut, 6e vice-présidente chargée du tourisme ;
- Jean-Pierre Nexon, 7e vice-président chargé de la culture et école de musique ;
- Franck Letoux, 8e vice-président chargé des bâtiments ;
- Sylvette Chadelaud, 9e vice-présidente chargée de l'urbanisme

ainsi que deux autres membres.
| Période                                  | Période  | Identité            | Étiquette | Qualité |
| ---------------------------------------- | -------- | ------------------- | --------- | --- |
| Les données manquantes sont à compléter. |          |                     |           | |
|                                          |          |                     |           | |
|                                          | mai 2015 | Jean-Claude Leblois | PS        | Maire de La Geneytouse (1995-2015) Conseiller général du canton de Saint-Léonard-de-Noblat (2004-2015) Président du conseil départemental de la Haute-Vienne (depuis 2015) |
| mai 2015                                 | En cours | Alain Darbon        | PS        | Maire de Saint-Léonard-de-Noblat (depuis 2014) |

### Régime fiscal et budget
Le régime fiscal de la communauté de communes est la fiscalité professionnelle unique (FPU).

## Projets et réalisations

### Réalisations
- L'Aqua'Noblat
- Zone d'activité du Theil